# ابن الهبارية
ابن الهَبَّاريَّة (414 - 509 هـ / 1023 - 1115 م) هو شاعر عربي من شعراء العصر العباسي.
هو محمَّد بن محمَّد بن صالح بن حمزة بن عيسى بن محمَّد بن عبد الله ابن العبَّاس، نظامُ الدِّين أبو يَعْلى العبَّاسيُّ الهاشميُّ، عُرِفَ بابن الهَبَّاريَّة نسبةً إلى جدِّه لأمِّه هَبَّار.
نظم حكايات «كليلة ودمنة» شعراً في كتاب أسماه «نتائج الفطنة في كليلة ودمنة» وله أيضاً «الصادح والباغم» وهو مجموعة من الأراجيز على نمط كليلة ودمنة أيضاً.

## من أشعاره
هاج ابن الهبارية وزير العباسية والسلاجقة أنوشروان بن خالد الذي كان كثير التواضع، بقوله:
هذا تواضعك المشهور عن ضعةٍ *** تبدو فمن أجلهــا بــالكبـر تتهم
قعدت عن صلة الراجي وقمت له *** فذا وثوب على الطلاب لا لهم
وفيه يقول أيضاً يشير إلى كثرة قيامه:
رأيـــــت مشــروبه يعبــــى *** مزاوداً فـــي يــد الغلام
فقلت: لا يعرضن لشرب ال *** دواء من غير ما سقام
فمــــا به حـــــــاجة إليــــه *** فإنـــــــه دائــــــم القيام

## وصلات خارجية
- كتاب «شعر ابن الهبارية» - تحقيق محمد فائز سنكرى طرابيشي - مستودع الأصول الرقمية